# محاري أسود
محاري أسود (الاسم العلمي: Pleurotus niger) هو نوع من الفطريات يتبع جنس المحاري من فصيلة المحارية